# Timizart
Timizart (en tifinagh :ⵜⵉⵎⵉⵣⴰⵔ/ⵝⵉⵎⵉⵣⴰⵔ) est une commune de la wilaya de Tizi Ouzou, en Algérie. Le territoire de la commune de Timizart correspond à celui des tribus d'Izarazen, Abizar, Aït Adas, les 3 des 6 tribus de la confédération (Aârch) des Aït Djennad.

## Géographie

### Localisation
La commune de Timizart se situe au nord de la wilaya de Tizi Ouzou. Elle est délimitée :
| Tigzirt    | Iflissen | Aghribs |
| Boudjima   | Timizart | Freha   |
| Ouaguenoun | Freha    | Freha   |

### Villages de la commune
La commune de Timizart est composée de 33 villages :
- El Had, chef-lieu de la commune ;
- Timizart, qui se trouve à 2 km au nord est du chef-lieu et qui a donné son nom à la commune. L'administration française voulait au départ construire la mairie à Timizart mais les habitants s'y opposèrent ;
- Abizar (le plus grand village de la commune en nombre d'habitants), Agouni Ouzaraz, Aït Ahmed, Aït Braham, Aït Gouaret (ath gwarethe), Aït Moussa, Aït Rabah, Aït Si Saïd, Almabouamane ;
- Berber, Bouaissi, Boudrar, Boukharouba, Boushel ;
- Ibazizene, Ibdache, Igherbiene, Imaloussene, Ikhoucha ;
- Mahbouba (ancien village agricole socialiste de Izarazen) ;
- Mira ;
- Nezla ;
- Taouïnt, Tazelmat, Tighilt, Tighilt Ferhat, Tikentert, Tizi Bounoual.

## Histoire
Timizart est nommée Ait Djennad el Gherbe par l'administration coloniale. Avec la fondation des bureaux arabes[Quoi ?], elle sera nommée Douar Izarazen, commune mixte d'Azeffoun. Jusqu'en 1957, les autorités coloniales françaises fondent Souk El Had (village appartenant au village d’Ibdache) par la Section administrative spécialisée (SAS). Après l'indépendance, elle est rattachée à la Daïra d'Azazga.

## Économie
L'économie de la commune est basée sur l'agriculture. L'élevage est une source de revenus non négligeable pour l'économie agricole de la commune. Le cheptel est composé de bovins, dont la plupart des têtes sont élevées pour la production laitière ou la viande. On y élève également des chèvres et des moutons. Le village d'Imaloussen est classé premier village producteur de lait de vache en Algérie, avec une production annuelle de 4,5 millions de litres. 
Le village d'Imaloussen organise chaque année «la fête du lait».

## Infrastructures
La commune dispose de 16 écoles primaires, quatre collèges d'enseignement moyen (CEM),deux lycées, un centre de formation professionnelle et d'apprentissage (CFPA) et d'une polyclinique.

## Personnalités liées à la commune
- Youcef Ou Kaci, poète algérien, y est né,
- Mouloud Achour, écrivain algérien, y est né,
- Abderrahmane Aziz, chanteur algérien
- Abdelkader Meksa, chanteur algérien, y est né,
- Ali Ideflawen, chanteur algérien et fondateur du groupe musical  Ideflawen, y est né.